# Hurghada
Hurghada (arabsky: الغردقة – Al-Ghardaqa) je egyptské město a přístav na pobřeží Rudého moře, v němž žije k roku 2021 asi 207 132 obyvatel. Město je největším egyptským turistickým centrem v oblasti Rudého moře. Turistické atrakce jsou především dlouhé písčité pláže a potápění a šnorchlování v klidném a čistém moři. Nachází se zde Mezinárodní letiště Hurghada. 

## Historie
Egyptské pobřeží Rudého moře má bohatou historii osídlení, sahající až do starověku. Jednou z významných oblastí je Hurghada, která má kořeny sahající až do 4. století. Tehdy zde byla založena starověká osada Abu Sha'ar, nacházející se asi 20 km severně od současného města. Původně sloužila jako římská vojenská pevnost pro jednotku Ala Nova Maximiana v letech 309-311, ale kolem roku 400 se stala centrem křesťanské komunity. Křesťané přestavěli pevnost na kostel a zanechali po sobě nápisy, graffiti a artefakty, včetně papyru z 5. století a tapiserie s křížem. Osídlení postupně upadlo po dobytí Egypta Sásánovci probíhající v letech 639–642.

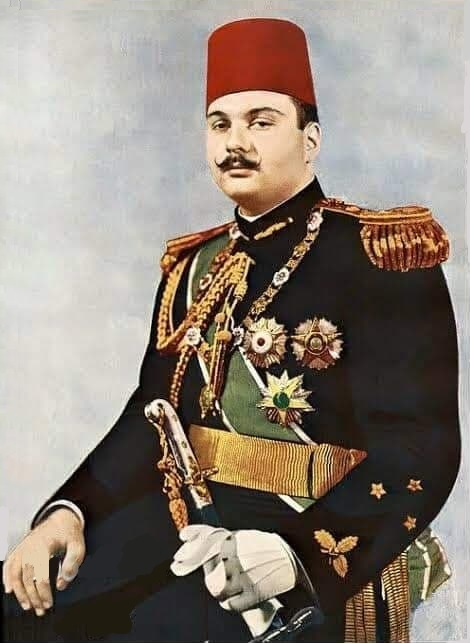
Král Farúk I.

Moderní město Hurghada bylo založeno v roce 1905 jako rybářská vesnice. Následně v roce 1913 byla v této oblasti objevena ropa, což vedlo k zahájení těžby a exportu britskými ropnými společnostmi od roku 1921. Pod vládou krále Farúka I. bylo ve městě roku 1952 vybudováno rekreační středisko, avšak po znárodnění egyptského průmyslu prezidentem Násirem bylo převedeno pod kontrolu egyptských ozbrojených sil.
Během opotřebovávací války mezi Izraelem a Egyptem v letech 1967–1970 byl ostrov Shadwan v Rudém moři východně od Hurghady opevněn egyptskými jednotkami a sloužil jako radarové stanoviště. Dne 22. ledna 1970 se stal místem operace Rhodos, během které izraelské jednotky okupovaly ostrov po dobu 36 hodin. Během Jomkipurské války v roce 1973 byl přístav v Hurghadě cílem čtyř izraelských operací.
V září 1994 byli dva Egypťané a jeden německý turista zavražděni střelci z projíždějících aut; další Němec byl při útoku zraněn a později v Německu zemřel na svá zranění. V roce 2016 došlo v Hurghadě k teroristickému útoku, který byl inspirován džihádistickou skupinou Islámský stát a zranil tři turisty. V roce 2017 se opět odehrál teroristický útok, při němž útočník prohlásil, že chce zabíjet pouze neegyptské občany, a pobodal sedm turistek. Při tomto útoku, který se konal ve dvou různých hotelech, byly zabity dvě Němky a jedna Češka.

## Podnebí

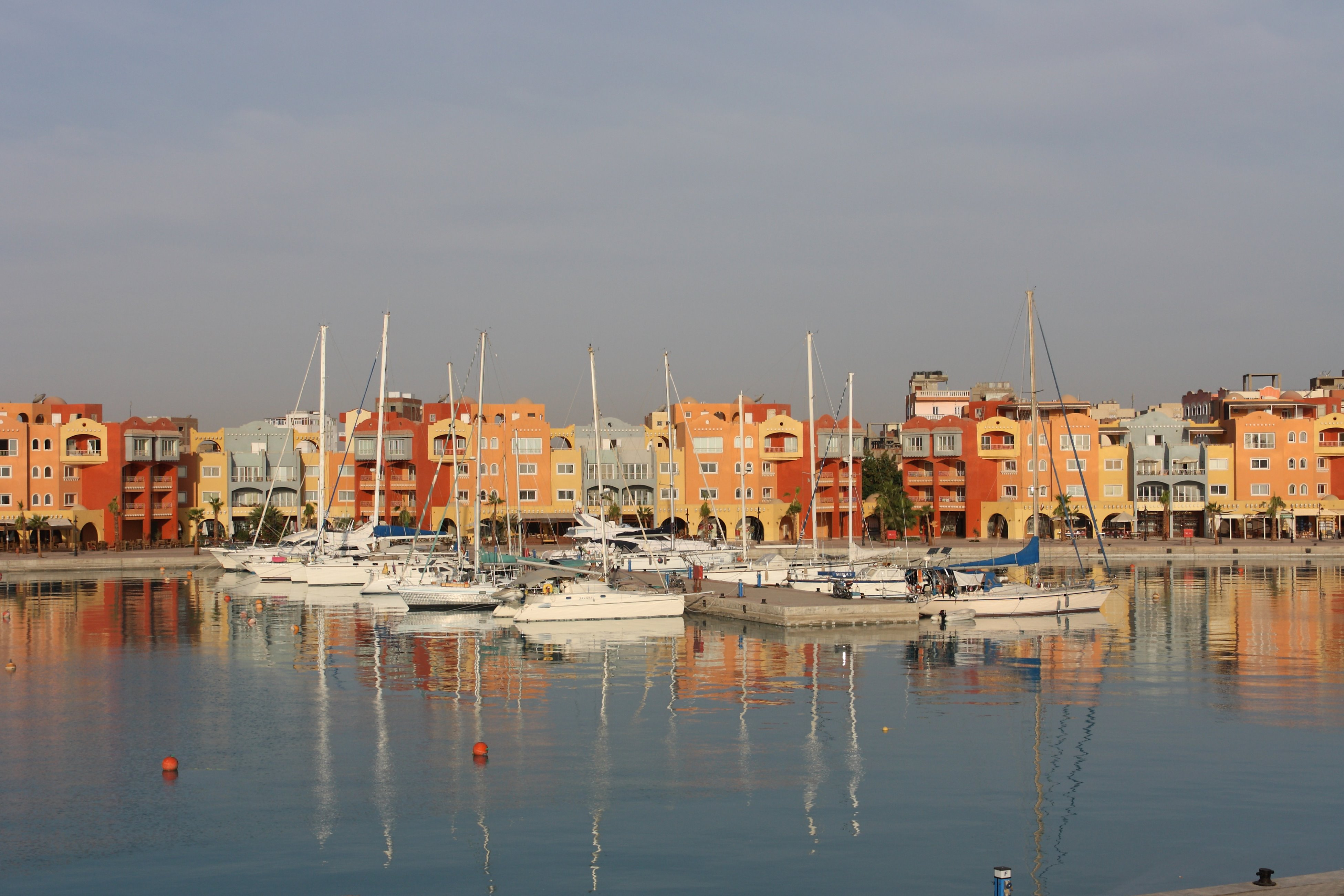
Hurghada Marina

Egypt má jedno z nejsušších a nejteplejších podnebí na světě, vyznačující se velmi vysokými letními teplotami a mírnými zimami. Vyjma severního pobřeží u Středozemního moře se zde prakticky neobjevují srážky. 
Klima svůj ráz mění od severu, kde převládá středomořské podnebí bez významnějších extrémů. Směrem na jih převládá typicky pouštní podnebí s vysokými letními teplotami a nulovými srážkami.
Hurghada leží na břehu Rudého moře a její klima je díky tomu zmírňováno. V zimě je pevnina oteplována a v létě mírně ochlazována větrem. Zimy jsou zde velmi příjemné s průměrnými teplotami překračujícími 20 °C, v noci je chladněji.
Jarní (březen-květen) a podzimní měsíce (říjen-listopad) se svým rázem nejvíce podobají létům na jihu Evropy, a tak představují ideální dobu pro návštěvu. Průměrná teplota přes den překračuje 30 °C a v noci neklesá pod 20 °C. V jarním období se objevují tzv. Chamsíny, horké větry z pouště přinášející písečné bouře a na toto období nezvykle vysoké teploty (ojediněle i přes 40 °C). Podzim je naproti tomu charakterizován vyšší vlhkostí vzduchu, což průměrné denní teploty 31-36 °C pocitově zvyšuje nad hranici 40 °C.

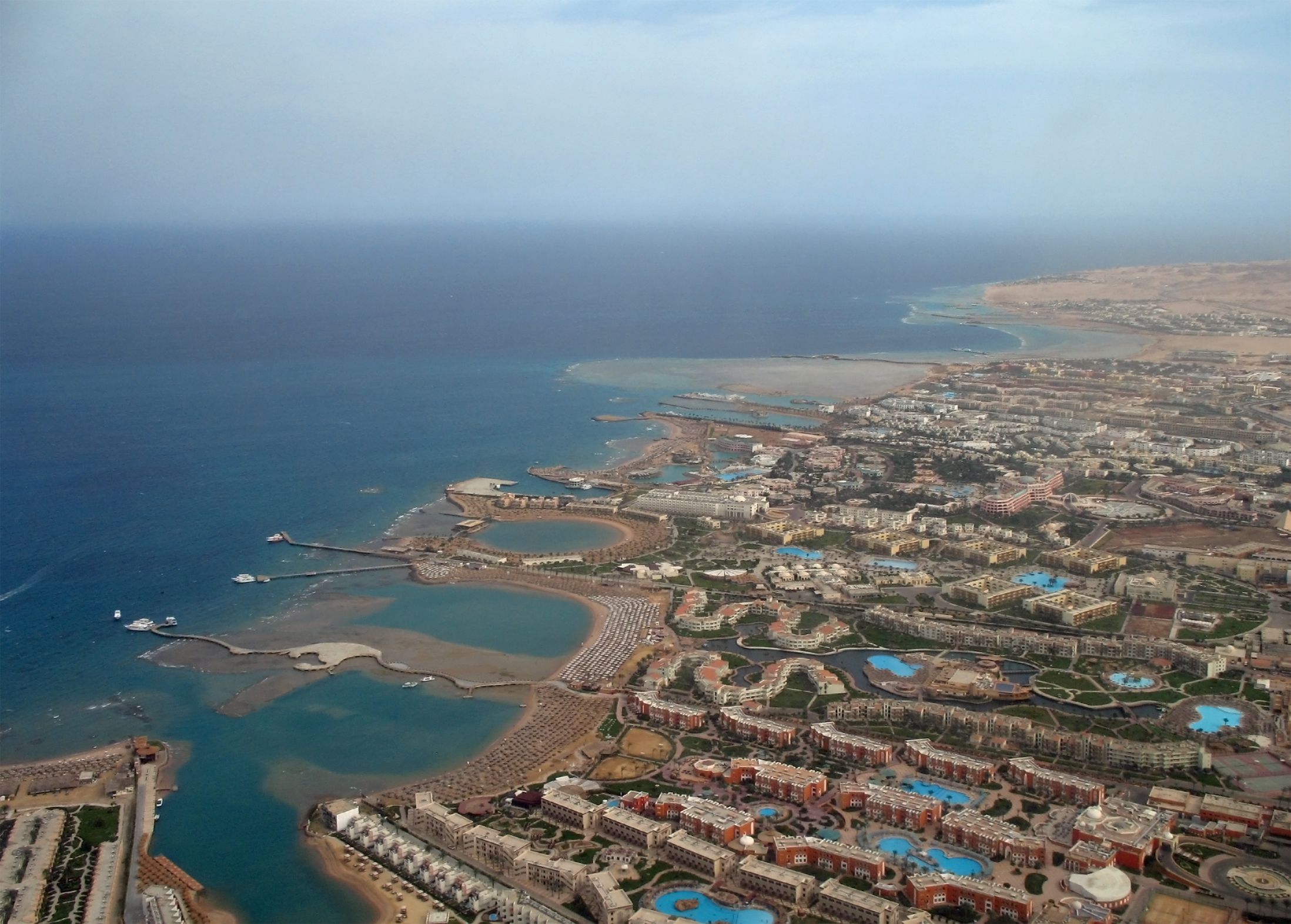
Hotely v jižní části města

Letní teploty pak odpovídají poloze Hurghady, která leží prakticky na obratníku raka a slunce zde svítí pod úhlem takřka 90 ° a má tedy největší sílu. Navzdory tomu je počasí zmírňováno nízkou vlhkostí vzduchu a příjemným větrem od moře. V průběhu dne se teploty vzduchu pohybují kolem 37 °C, často mírně překračují 40 °C. Noci jsou velmi teplé, o půlnoci lze často naměřit přes 30 °C, k ránu, kdy je nejchladněji, teploty klesají ke 30 °C, či malinko méně.
V létě slunce vychází velmi brzo, již kolem 4 hodiny ranní a také velmi brzo zapadá, zhruba v 18 hodin.
Teplota moře zde kolísá mezi 22 °C v zimě až po 29 °C v létě.
|                           | leden | únor | březen | duben | květen | červen | červenec | srpen | září | říjen | listopad | prosinec |
| ------------------------- | ----- | ---- | ------ | ----- | ------ | ------ | -------- | ----- | ---- | ----- | -------- | -------- |
| průměrná nejvyšší teplota | 22    | 25   | 27     | 31    | 33     | 35     | 38       | 37    | 35   | 32    | 28       | 24       |
| průměrná nejnižší teplota | 13    | 14   | 17     | 21    | 24     | 27     | 29       | 28    | 26   | 22    | 18       | 15       |
| průměr den i noc          | 17    | 19   | 22     | 26    | 29     | 32     | 34       | 33    | 31   | 27    | 23       | 18       |
| rekord                    | 30    | 34   | 37     | 42    | 45     | 46     | 46       | 45    | 44   | 42    | 36       | 34       |
| srážky                    | 0.001 | 0    | 0      | 0     | 0      | 0      | 0        | 0     | 0    | 0     | 0        | 0.001    |

## Turistika

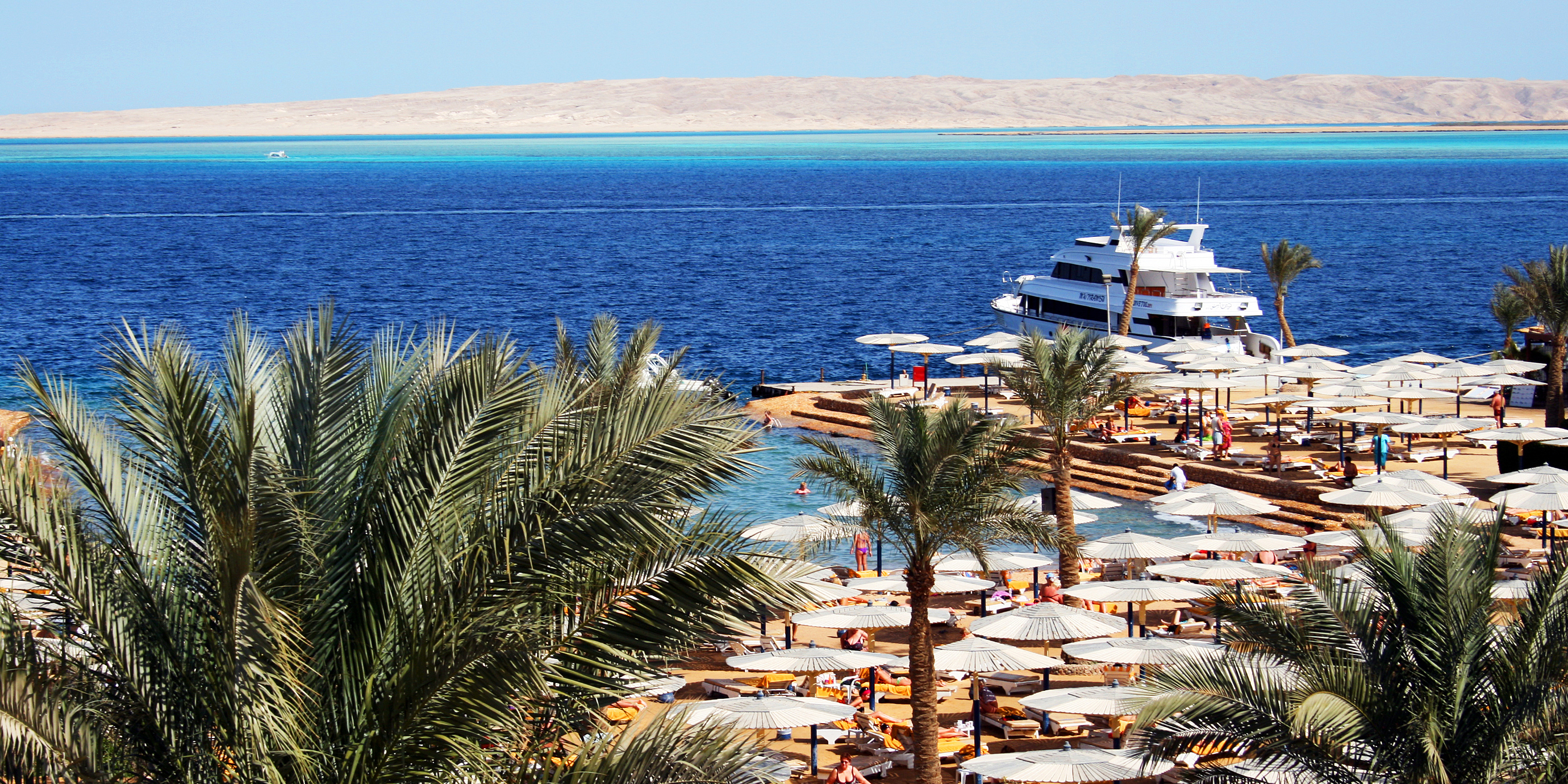
Typická hotelová pláž s výletní lodí v Hurghadě

Hurghada se stala oblíbenou destinací díky kombinaci vybudování infrastruktury pro turisty a využití přírodních podmínek – dlouhých písčitých pláží, podmořských korálových útesů a teplého podnebí. Mešita Al Mina se 40m vysokými minarety je největší mešita v guvernorátu Rudého moře. Hurghada Grand Aquarium bylo otevřeno v roce 2015, je to největší akvárium v Egyptě. Nový bulvár Marina Hurghada byl otevřen roku 2017 v rámci modernizace pobřeží.
Možnosti jsou také výlety do Káhiry a Luxoru, které turistům nabízí ke zhlédnutí mnoho staroegyptských památek (např. pyramidy v Gíze a Sakkáře, chrámy v Luxoru a Karnaku nebo pohřebiště v Údolí králů a královen). Kromě výletů za historií nabízí Hurghada i cesty na blízké ostrůvky (nejznámější je ostrov Giftun a Abu Ramada) za světem korálových útesů.
Samotné město nenabízí v podstatě žádné památky, proto většina turistů vyráží na výlety mimo Hurghadu. Nicméně Hurghada nabízí pohled do života v typickém arabském městě s bazary a mešitami. Hurghada však svým návštěvníkům nabízí především široké turistické zázemí s komplexní nabídkou služeb. Ve městě je řada škol potápění či serfování, stejně jako plachtění. Oblíbené je místní akvárium.
Korálové útesy, za kterými jezdili turisté, přímo ve městě prakticky nejsou a musí se za nimi vyrážet dál na moře a nebo k některému z blízkých ostrovů, nebo do rezortů dál od centra. Nejznámější rezorty u Hurghady jsou: Sahl Hasheesh, El Qoseir, Makadi Bay, Sharm El Naga, Soma Bay a El Gouna.

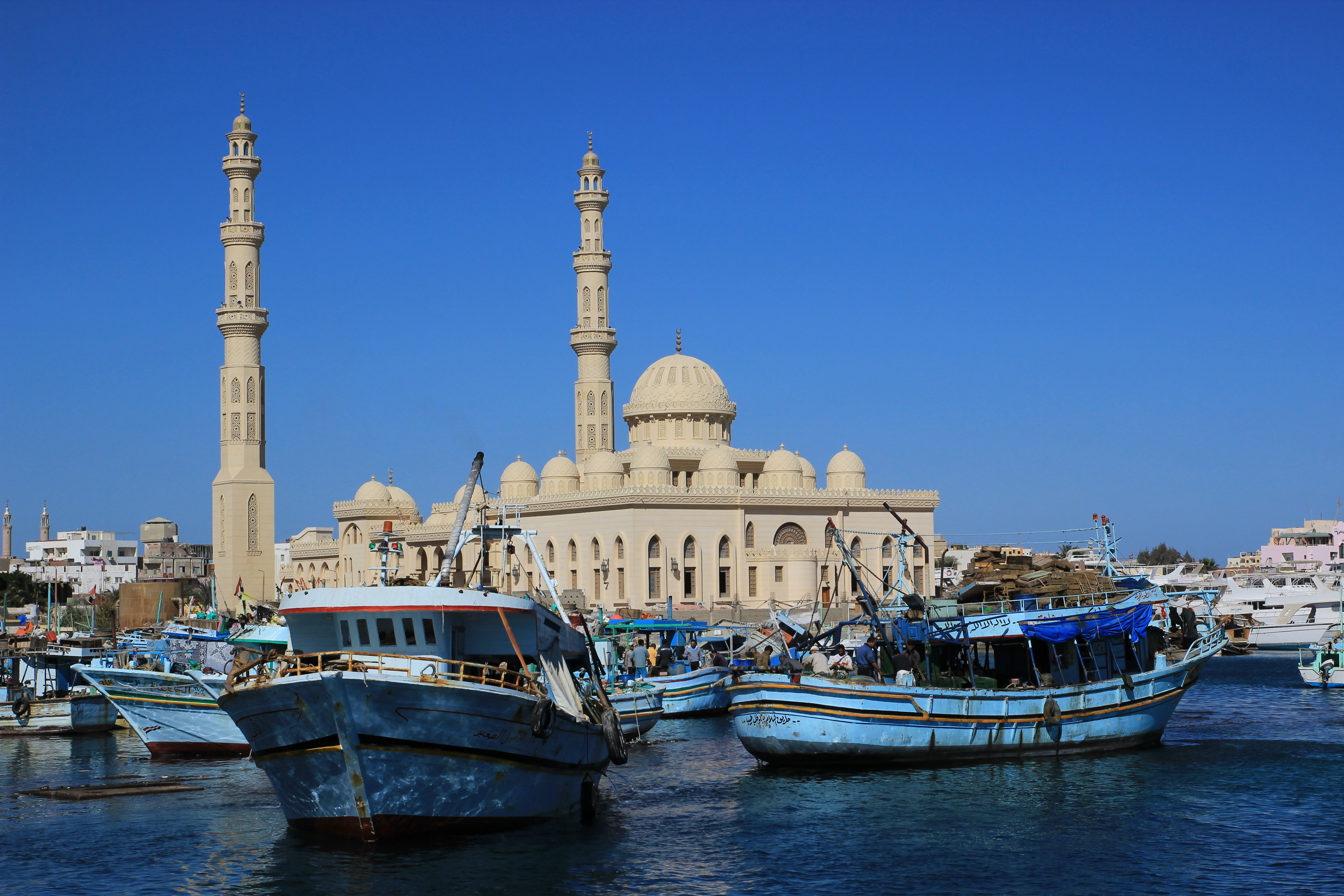
Al Mina mešita
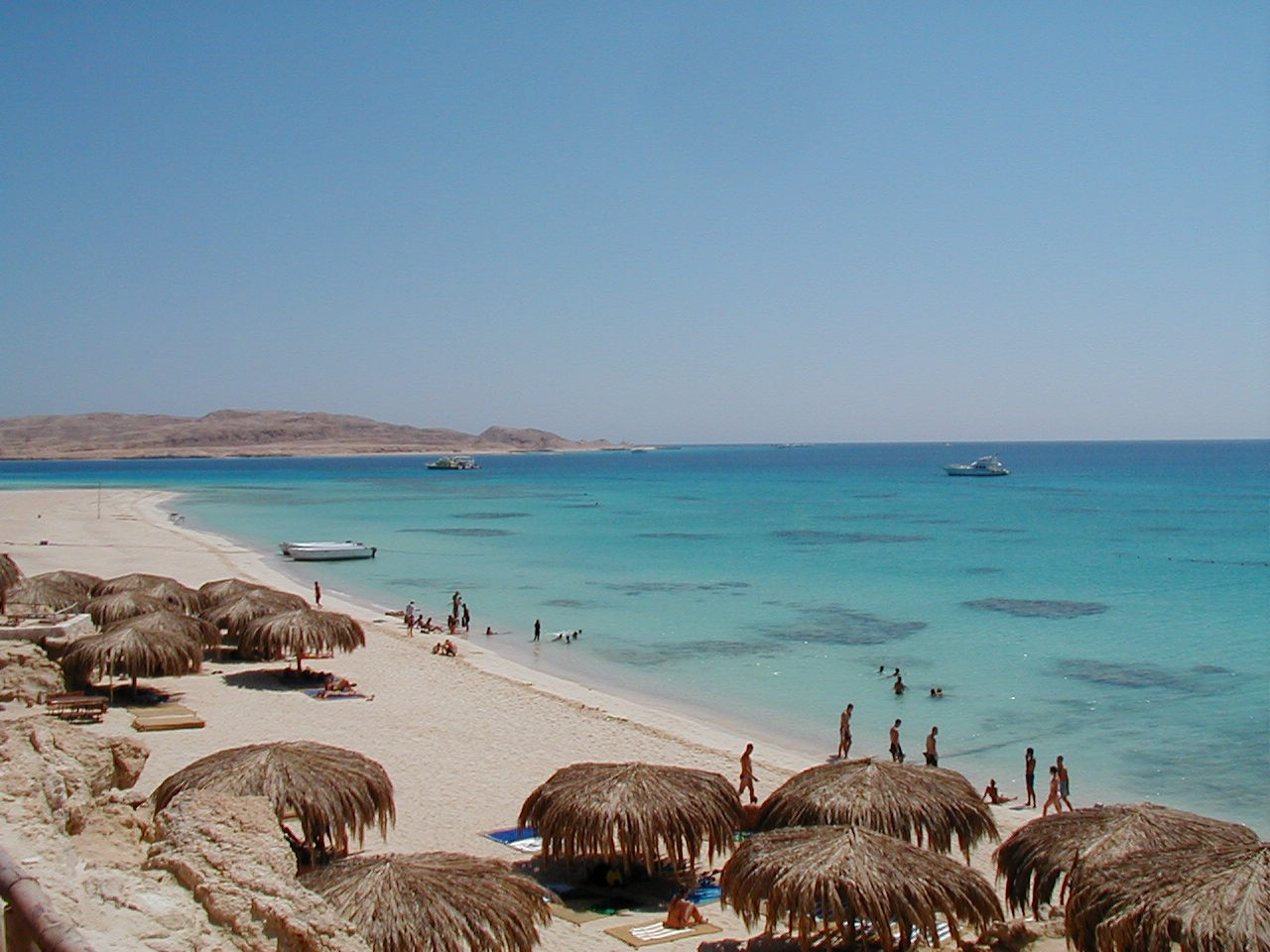
Mahmya pláž
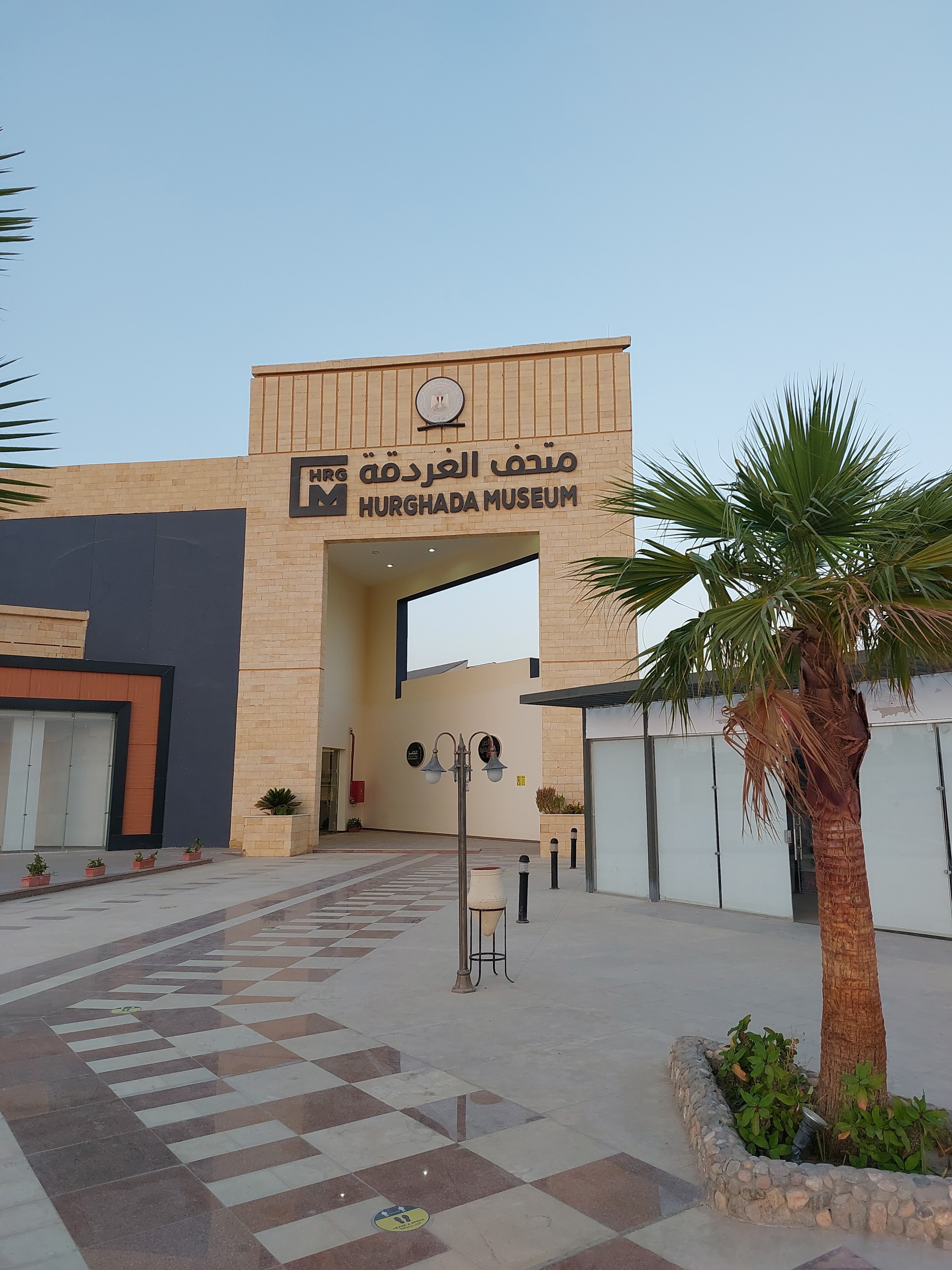
Hurghada muzeum
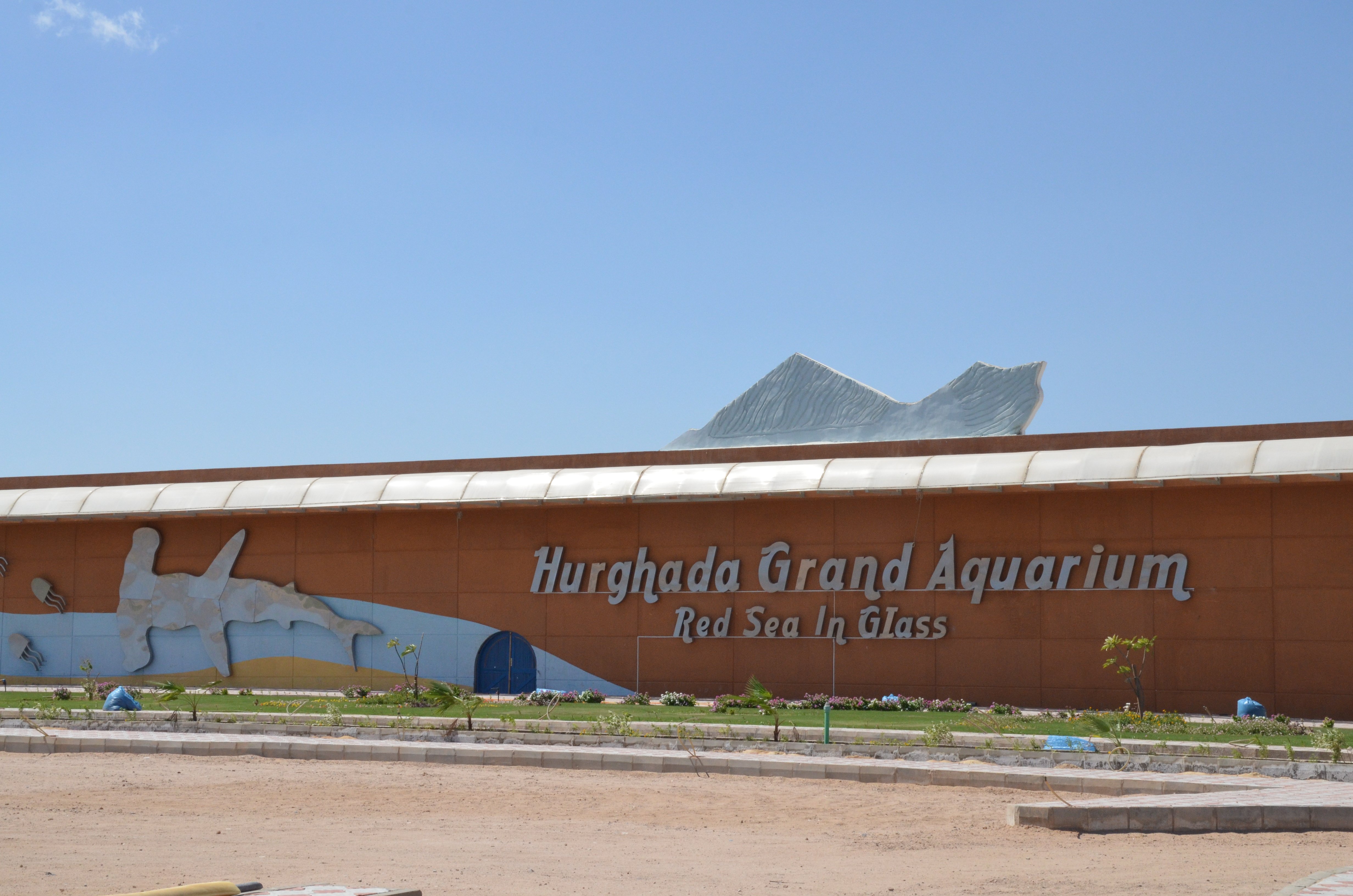
Hurghada Grand Aquarium
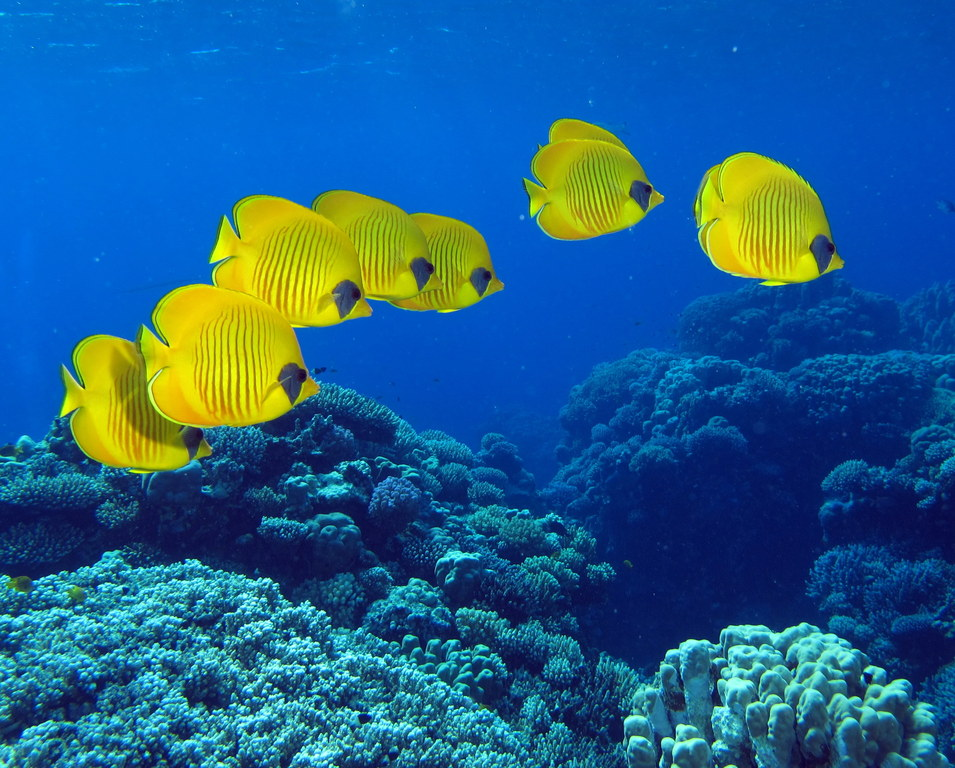
Potápěčské místo u Abu Ramada Island